# Луј I Анжујски
Луј I Анжујски (фр. Louis ; 23. јул 1339, Дворац Венсен - 20. септембар 1384 , Бишеље) је био војвода Анжуа     и намесник Лангдока .
Био је други син француског краља Јована Доброг   и његове супруге Боне Чешке и млађи брат француског краља Шарла V Мудрог .
Додељена му је титула војводе Анжуа .

## Заробљеништво
Дана 19. септембра 1356. године отац му је поражен од Енглеза у бици код Поатјеа, и заробљен заједно са цветом племства. Он је одведен прво у Бордо, а после у Лондон . Коначно, 1359. краљ Јован пристао је на мировни уговор, који је потписан у Бретињију, касније потврђен у Калеу . Тим уговором Анжу, са још неким областима, је требало да припадне Енглезима, али никада није постојала ни најмања могућност да уговор из Бретањија буде реализован .
Француске власти нису могле да обезбеде 3 000 000 круна за откуп краља, а територијалне промене биле су изузетно замршене. Пошто нико није могао да се споразуме око граница округа који су помињани у уговору, предстојали су дугогодишњи мучни преговори. Пошто није желео да постане вазал француског краља, Луј је реализацију уговора одуговлачио на разне начине.
Када је уговор из Бретињија потврђен у Калеу било је исплаћено само 400 000 од 3 000 000 круна откупа. Енглески краљ Едвард III Плантагенет прихватио је то као прву рату и ослободио је краља Јована из заробљеништва. Заједно са братом, стрицем и другим племићима остао је у Енглеској као јемство да ће откуп бити плаћен. Дофен Шарл је за то време улагао огромне напоре да дође до новца, па је чак и своју сестру продао војводи Милана за велики новац, али када се добродушни и витешки краљ вратио у Париз брзо је потрошио сав новац за свечаности у част свог ослобођења. Тада се Француској осмехнула срећа. Луј, који је тада замењивао свог оца као талац, живео је у Калеу и уживао потпуну слободу кретања по околини. Непосредно пре битке код Поатјеа, он је оженио једном заносном лепотицом која се настанила у једном од његових замкова недалеко од Калеа и није успео да одоли искушењу да не посети своју невесту која се настанила у замку недалеко од Калеа и жртвујући своју част, отишао је из Калеа и придружио јој се. Његов отац и брат били су згрожени његовим поступком, али се он није обазирао. Као витез и прави господин, краљ Јован видео је само један излаз и сам поново отишао у заробљеништво, где је и умро 1364. године .

## Војсковођа
Године 1369. рат је поново почео   и Француска је прешла у офанзиву . Опште руковођење акцијама против енглеске Аквитаније припало је Лују, али већи део посла на терену су обављали локални заповедници.

### Бертран ди Геклен
Најчувенији међу њима је био Бертран ди Геклен. Он је био храбар и поносит човек прилично вешт као вођа мањих јединица. Као тактичар био је безнадежан случај и није било те отворене битке коју он није могао да изгуби. Међутим, био је геније за заседе, препадне и изненадне и неочекиване нападе на тврђаве.
Сада га је краљ поставио за конетабла Француске и дао му је одрешене руке у борби против Енглеза. Његов први подухват било је узнемиравање једне енглеске војске која је наступила из Калеа према Бретањи кроз Ил де Франс. Дејствовао је тако вешто да успео да одсече и уништи добар део енглеских снага . Ипак, његова највећа вештина било је заузимање замкова . Ако је то било могуће, потплаћивао је неког изнутра да отвори једну од капија у току ноћи. Није се устезао да пошаље у замак лепе даме лаког морала да заведу посаду и да га онда, у датом тренутку, пусте унутра. Често би једноставно извршио општи јуриш на замак усред ноћи и његови људи би већ прешли зидине пре него што посада схвати шта се догађа.

### Луј од Бурбона
Ди Геклен није био једини заповедник који је учествовао у овом значајном послу. Један од најуспешнијих био је Луј, војвода Бурбона, кнез краљевске крви и један од најмоћнијих властелина у Француској. Он је деловао на границама Поатуа предводећи једну снажну чету, која је готово била права мала војска и састојала се углавном од његових сопствених положника и вазала .
Војвода Бурбона био је витез и господин, омиљен како међу витезовма тако међу дамама .

### Поход Џона од Гента
Овај рат је био веома чудан. Енглези су примењивали своје омиљено средство - пљачкашке походе великих размера . Тако се 1373. године трећи син Едварда III, Џон од Гента искрцао с војском у Калеу, прошао кроз Шампању и продужио на југ све до Бордоа . Пустошио је земљу палио сва неутврђена места поред којих је пролазио. Када би дошао до неког замка или града заштићеног зидинама, заустављао се ради угодних витешких чарки са племићима из посаде, али није покушао да освоји упориште. У покрету кроз брда средишње Француске, војсци је понестало хране, како за људе тако и за коње, па је стигла у Бордо потпуно исцрпљена .

### Успеси
Француске војске низале су успех за успехом . Французи су, избегавајући велике битке и служећи, се тактиком задавања ситних удараца, постепено исцрпљивали енглеске снаге. Њихова оснажена флота однела је неколико победа над енглеском и више пута је опустошила енглеске обале. Резултат ратних операција је био да су Французи успели да Енглезима одузму већи део њихових поседа у Француској. Ди Геклен отео је Енглезима готово сав југоисток Француске . Енглеске тврђаве тако су падале једна за другом, све док, падом Ла Реола 1374. године, војводство Гаскоња није сведено на приобаље између ушћа Гароне и Пиринеја . У рукама Енглеза остало је и неколико приморских места са околним областима, међу којима су били Кале, Бордо и Бајон .
Непријатељства су прекинута 1374. године .

## Регент Француског краља
Године 1380. Шарл V је умро, а његов син Шарл VI  , који је тада имао 12 година , још је био малолетан  , па је власт преузела група кнежева краљевске крви: Луј, Жан, војвода од Берија, Филип, војвода Бургундије и Луј од Бурбона. Пошто су сви били превасходно заинтересовани за увећање сопствене моћи свађе међу њима нису престајале . Најљући непријатељи су били Луј и Филип .
У то време службеници који су тако добро служили Шарла V, наставили су да воде државну управу. Међутим, кнежеви из краљевског дома гледали су са пуно презира на ове проверене државне службенике, кивни што људи ниског рода држе власт у својим рукама .

### Устанак буздована
Године 1380. избио је устанак у Паризу у вези с новим пореским оптерећењима. Луј и други регенти су у почетку су учинили уступке, али су после неколико времена вратили те порезе, а то је 1382. године изазвало нови устанак у Паризу. Устали су ситни мајстори и калфе.
Тај је покрет добио у историји назив устанак буздованâ (фр. maillotins), јер су устаници отели у арсеналу буздоване и њима се наоружали. Устаници су почели да убијају скупљаче пореза, да растерују краљевске чиновнике, а из тамница су ослободили затворенике. Одјеци тог покрета запажени су и у низу провинцијских градова. Понегде су устали и сељаци (покрет такозваних tuchins = сиромаха).
Феудалцима је пошло за руком да се обрачунају са свим тим устанцима. Победу феудалаца знатно је олакшала околност што се буржоазија бојала покрета народних доњих слојева, покрета калфи и ситних мајстора, а и могућност новог сељачког устанка .

## Краљ Напуља
Године 1382. умрла је напуљска краљица Јована, без деце, а два блиска рођака су почели борбу за власт у краљевини. Један је био Луј, а други Карло Драчки. До тада је економски живот Напуљске краљевине опао и знатно је ослабео. Краљеви су морали учинити низ уступака феудалцима. Ту је настао дуготрајан период феудалне реакције, повезан с најјачом експлоатацијом кметског сељаштва. Сељаци су бежали од својих господара у брда. Тамо се стварају читави одреди, који нападају на феудалце и градове .
Луј је на крају поражен у борби са Карлом, али је наставио да узурпира власт у краљевини до смрти.

## Смрт
Умро је 1384. године, када је практично господар Француске постао Филип од Бургундије . На месту војводе Анжуа Луја је наследио син Луј II .

## Породично стабло
|  |                       |  |  |  |  |  |  |  |  |  |  |  |  |  |  |  |
|  | 4. Филип VI Валоа     |  |  |  |  |  |  |  |  |  |  |  |  |  |  |  |
|  |                       |  |  |  |  |  |  |  |  |  |  |  |  |  |  |  |
|  |                       |  |  |  |  |  |  |  |  |  |  |  |  |  |  |  |
|  | 2. Жан II Добри       |  |  |  |  |  |  |  |  |  |  |  |  |  |  |  |
|  |                       |  |  |  |  |  |  |  |  |  |  |  |  |  |  |  |
|  |                       |  |  |  |  |  |  |  |  |  |  |  |  |  |  |  |
|  | 5. Жана Бургундијска  |  |  |  |  |  |  |  |  |  |  |  |  |  |  |  |
|  |                       |  |  |  |  |  |  |  |  |  |  |  |  |  |  |  |
|  |                       |  |  |  |  |  |  |  |  |  |  |  |  |  |  |  |
|  | 1. Луј I Анжујски     |  |  |  |  |  |  |  |  |  |  |  |  |  |  |  |
|  |                       |  |  |  |  |  |  |  |  |  |  |  |  |  |  |  |
|  |                       |  |  |  |  |  |  |  |  |  |  |  |  |  |  |  |
|  | 6. Јован Слепи        |  |  |  |  |  |  |  |  |  |  |  |  |  |  |  |
|  |                       |  |  |  |  |  |  |  |  |  |  |  |  |  |  |  |
|  |                       |  |  |  |  |  |  |  |  |  |  |  |  |  |  |  |
|  | 3. Бона Чешка         |  |  |  |  |  |  |  |  |  |  |  |  |  |  |  |
|  |                       |  |  |  |  |  |  |  |  |  |  |  |  |  |  |  |
|  |                       |  |  |  |  |  |  |  |  |  |  |  |  |  |  |  |
|  | 7. Елизабета од Чешке |  |  |  |  |  |  |  |  |  |  |  |  |  |  |  |
|  |                       |  |  |  |  |  |  |  |  |  |  |  |  |  |  |  |
|  |                       |  |  |  |  |  |  |  |  |  |  |  |  |  |  |  |